# Palette swap

Un palette swap est une technique utilisée dans le jeu vidéo, qui consiste à réutiliser un élément graphique avec une palette de couleur différente. Les palette swaps sont couramment utilisés pour réaliser la différence entre le premier et le second joueur, pour mettre en place des hiérarchie visuelles et pour rendre des zones visuellement distinctes pour les niveaux dans les jeux vidéo,,,.